# Circuito del parque O'Higgins
El circuito del parque O'Higgins es un circuito urbano ubicado al interior de aquel parque de Santiago, la capital de Chile. Fue creado para la edición 2019 del e-Prix de Santiago, de la Fórmula E. Este circuito se ubica en el parque O'Higgins, el cual es la zona verde más grande de la comuna de Santiago y donde también se encuentran atracciones como el Movistar Arena y el parque de diversiones Fantasilandia.

## Resultados
| Edición | Ganador            | Equipo                    |
| ------- | ------------------ | ------------------------- |
| 2019    | Sam Bird           | Envision Virgin Racing    |
| 2020    | Maximilian Günther | BMW i Andretti Motorsport |